# Bolivaritettix ghumtianus
Bolivaritettix ghumtianus är en insektsart som först beskrevs av Hancock, J.L. 1915.  Bolivaritettix ghumtianus ingår i släktet Bolivaritettix och familjen torngräshoppor. Inga underarter finns listade i Catalogue of Life.